# Magdalena Warzecha
Magdalena Warzecha (ur. 28 stycznia 1970 w Białymstoku) – polska aktorka teatralna i filmowa.

## Życiorys
W 1993 roku ukończyła studia na PWST w Warszawie. 26 kwietnia tego samego roku miał miejsce jej debiut teatralny. Występowała w następujących teatrach:
- Teatr Dramatyczny w Warszawie
- Teatr Studio w Warszawie
- Teatr Narodowy w Warszawie
- Teatr Montownia w Warszawie
- Teatr na Woli w Warszawie
- Teatr Scena Prezentacje w Warszawie
- Teatr Provisorium w Lublinie

## Filmografia
- 1992: Kawalerskie życie na obczyźnie − pierwsza kobieta karuzelnika
- 1993: Kuchnia polska − studentka na spotkaniu z Bergmanem (odc. 5)
- 1993: Kraj świata − próbująca się dostać bez kolejki
- 1994: Zawrócony
- 1994: Oczy niebieskie − policjantka Patrycja Pyś
- 1995: Wielki tydzień − Anna Małecka, żona Jana
- 1996: Tajemnica Sagali − pielęgniarka (odc. 1)
- 1996: Opowieści weekendowe: Damski interes − Iza, koleżanka Anny
- 1996: Awantura o Basię (odc. 3)
- 1997: Sposób na Alcybiadesa − Kalinowska „Kalino”, nauczycielka geografii
- 1998: Spona − Kalinowska „Kalino”, nauczycielka geografii
- 1999–2000: Złotopolscy − dziennikarka Teresa Żuk
- 2000: Ogniem i mieczem − księżna Gryzelda Wiśniowiecka
- 2000: Wyrok na Franciszka Kłosa − kobieta
- 2002: Na dobre i na złe − Anita, żona Fajewskiego (odc. 112)
- 2002: Wiedźmin − Visenna, matka Geralta
- 2005: Boża podszewka II − chora w szpitalu psychiatrycznym (odc. 13 i 15)
- 2008: Serce na dłoni − asystentka
- 2008: Ojciec Mateusz − Alina Napierska (odc. 10)
- 2009: Siostry − siostra Filipa
- 2014: Komisarz Alex − prokurator Łęska (odc. 62)
- 2015: Sprawiedliwy – Wiktoria, siostra Anastazji
- 2016: Powidoki – muzealniczka
- 2018: Ojciec Mateusz − Ela (odc. 259)

## Dubbing
- 2009: Jonas − Sandy Jonas
- 2009: Góra Czarownic
- 2018: Ulica Dalmatyńczyków 101

## Teatr Telewizji
Wystąpiła w kilkudziesięciu spektaklach Teatru telewizji. Zagrała m.in. rolę Natalii w spektaklu Książę Homburg (1993), a także rolę Klaudii w spektaklu Hurtownia (1995).